# سباستيان هوفمان
سباستيان هوفمان (بالإسبانية: Sebastian Hofmann)‏ هو فنان مكسيكي، ولد في 1981 في مدينة مكسيكو في المكسيك.